# Pachynoa grossalis
Pachynoa grossalis is een vlinder uit de familie van de grasmotten (Crambidae). De wetenschappelijke naam van deze soort is voor het eerst voorgesteld als Botys grossalis door Achille Guenée in een publicatie uit 1854.
De soort komt voor in Indonesië (Java).